# 1940 год в музыке

## События
- 23 ноября — премьера Фортепианного квинтета Дмитрия Шостаковича.
- Начало карьеры Телониуса Монка и The Louvin Brothers.

## Произведения
- «Blueberry Hill»
- «Bésame Mucho»
- «Min soldat»
- Гимн Шри-Ланки
- «Маршал, мы здесь!»
- Симфонические танцы (Рахманинов)

## Выпущенные альбомы
- New Orleans Jazz (Луи Армстронг)
- Double Dixie (Сидней Беше)

## Родились

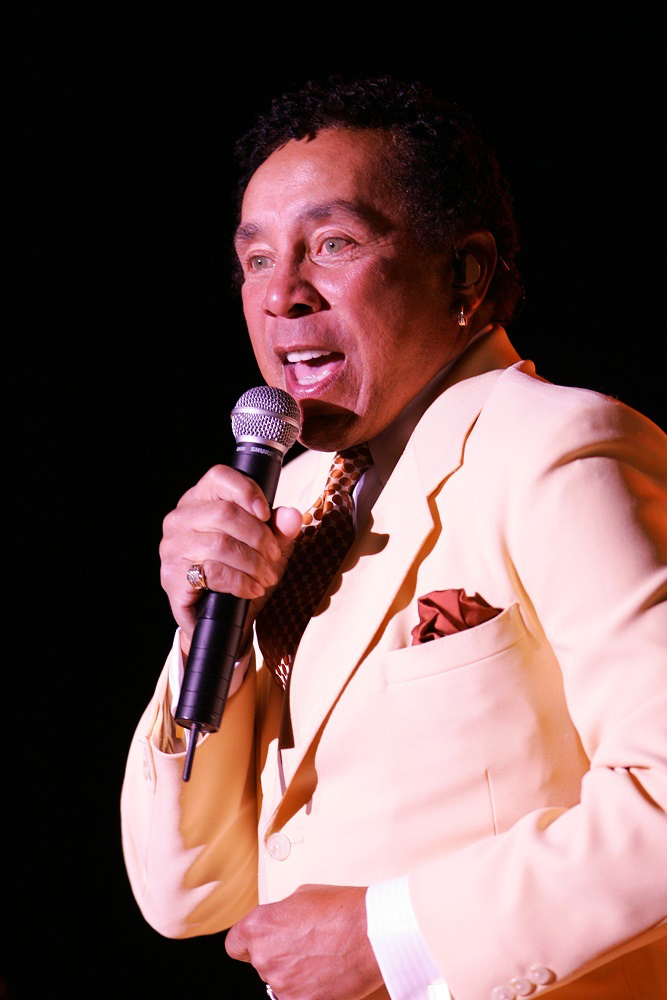
Смоки Робинсон

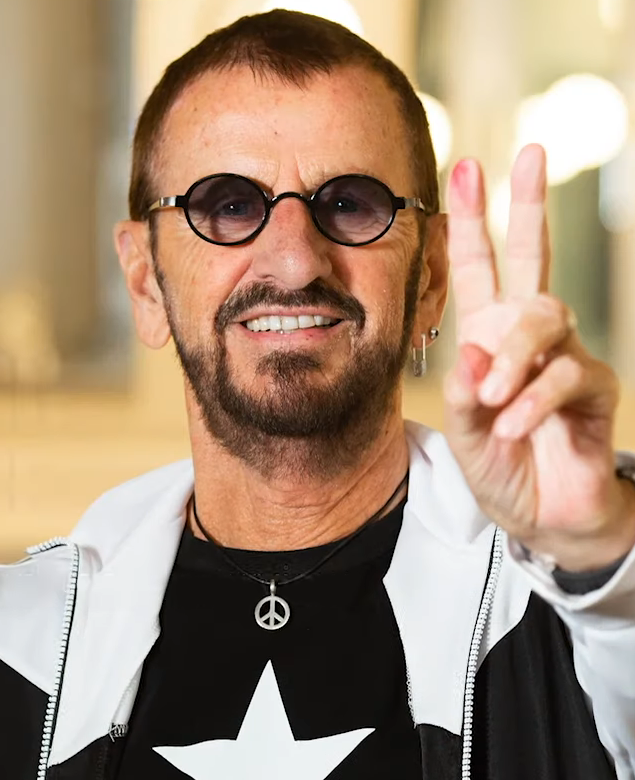
Ринго Старр

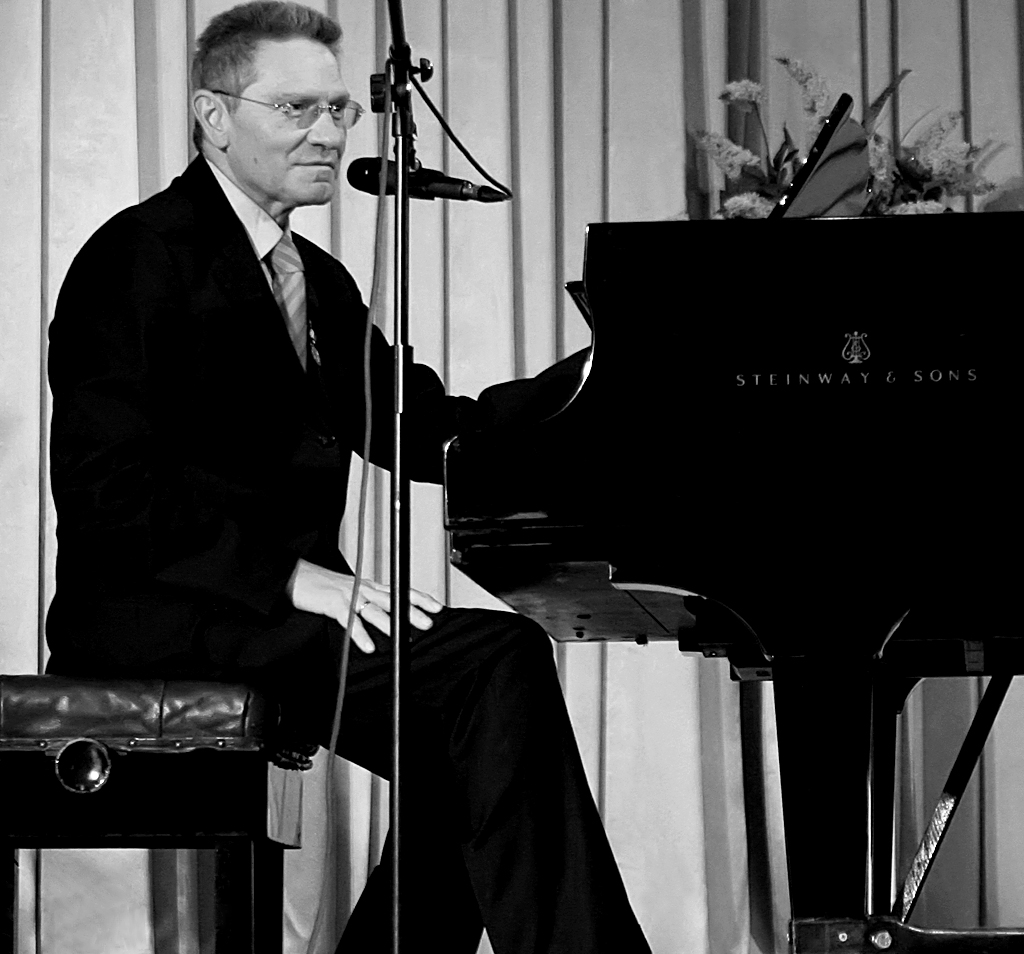
Давид Тухманов

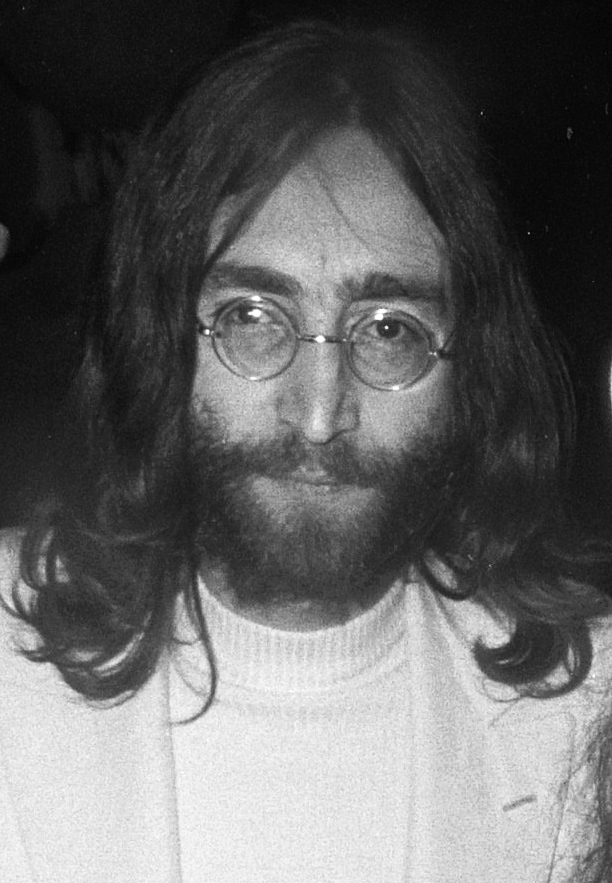
Джон Леннон

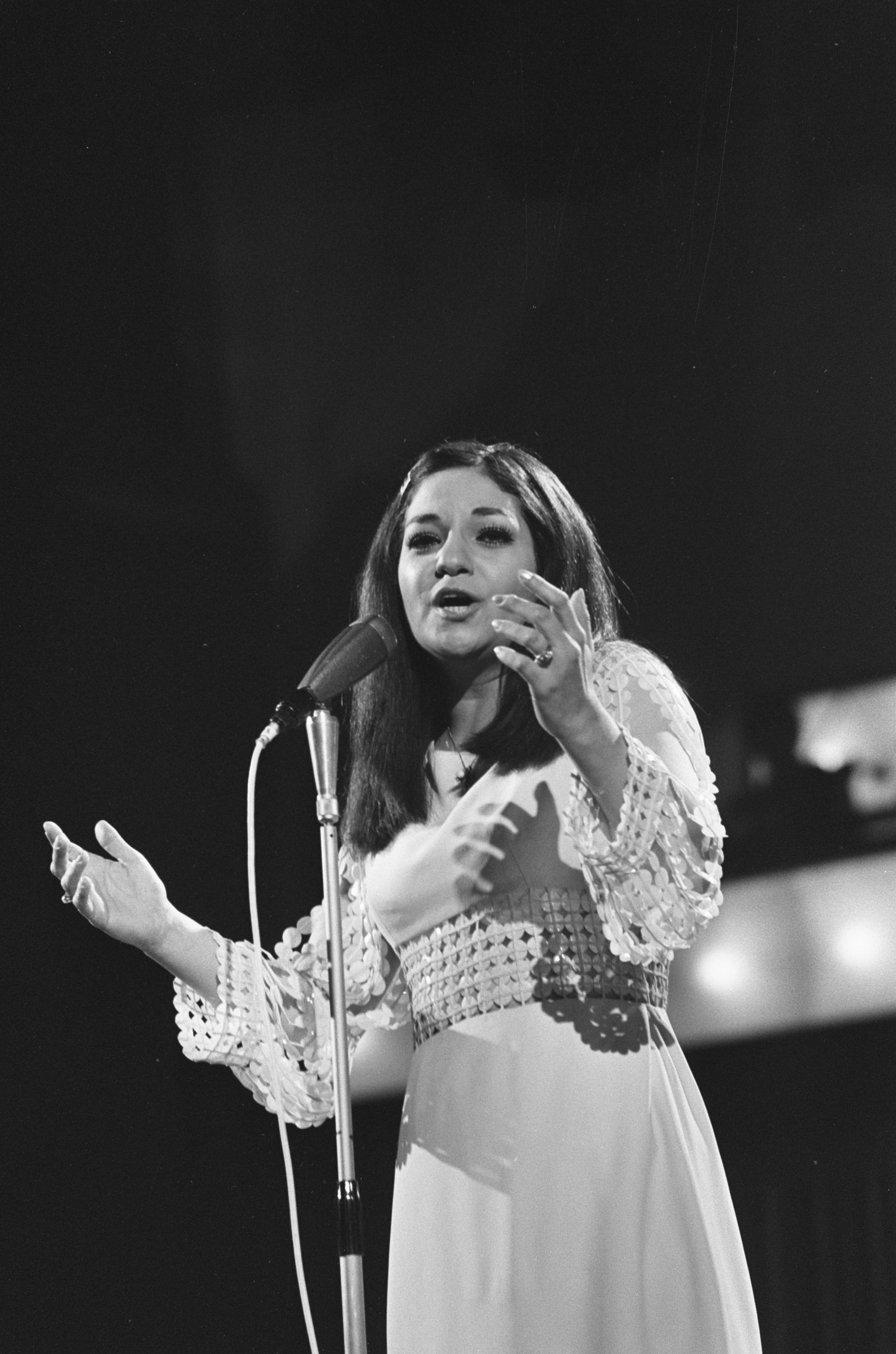
Фрида Боккара

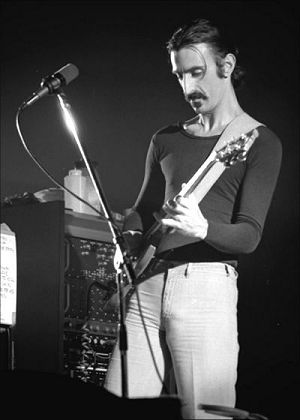
Фрэнк Заппа

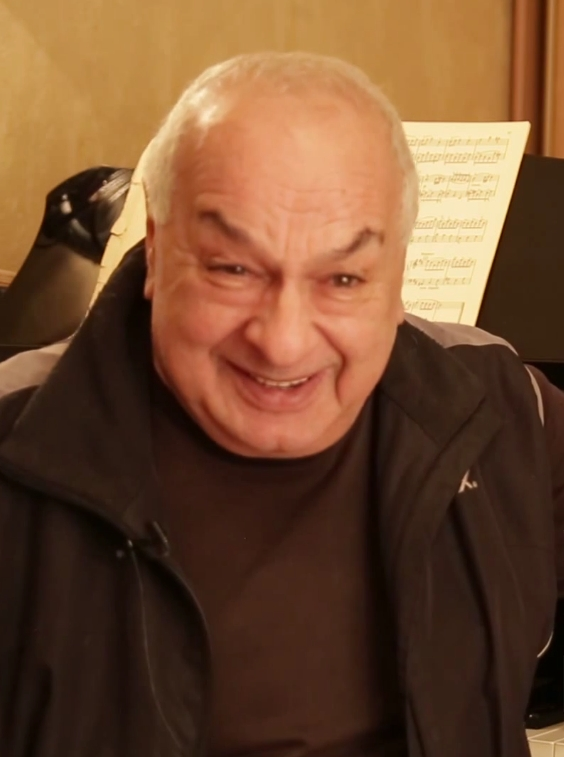
Левон Оганезов

### Январь
- 2 января — Сталина Азаматова (ум. 2020) — советская и таджикская балерина, киноактриса и балетмейстер
- 9 января — Владимир Шереметьев — советский и российский хоровой деятель, музыкальный педагог, композитор и дирижёр
- 12 января — Юрий Ларин — российский тубист и педагог, солист Академического симфонического оркестра Московской филармонии, профессор Московской консерватории
- 18 января — Ива Дзаникки — итальянская певица
- 23 января — Джо Дауэлл[англ.] (ум. 2016) — американский певец
- 31 января — Валерия Гапеева — российский музыковед, лектор и педагог

### Февраль
- 1 февраля — Эльмира Давыдова (ум. 2018) — советский и российский музыковед
- 10 февраля
  - Юрий Григорьев (ум. 2015) — советский и российский артист балета и балетный педагог
  - Джимми Мерчант[англ.] — американский певец и музыкант, вокалист группы The Teenagers
- 13 февраля — Ескендир Хасангалиев (ум. 2021) — советский и казахский певец и композитор
- 17 февраля
  - Джин Питни (ум. 2006) — американский певец, музыкант и автор песен
  - Висенте Фернандес (ум. 2021) — мексиканский певец
- 18 февраля — Фабрицио Де Андре (ум. 1999) — итальянский певец, музыкант и автор песен
- 19 февраля
  - Бобби Роджерс[англ.] (ум. 2013) — американский певец, вокалист группы The Miracles
  - Смоки Робинсон — американский певец и автор песен
- 23 февраля — Вероника Круглова — советская эстрадная певица
- 24 февраля — Джо Саут (ум. 2012) — американский автор-исполнитель
- 25 февраля — Хесус Лопес Кобос (ум. 2018) — испанский дирижёр

### Март
- 3 марта — Валерий Безрученко (ум. 2011) — советский и российский кларнетист, солист симфонического оркестра Санкт-Петербургской филармонии, профессор Санкт-Петербургской консерватории
- 10 марта — Джанали Акперов (ум. 2021) — советский и азербайджанский ханенде
- 12 марта — Эл Джерро (ум. 2017) — американский джазовый певец и музыкант
- 15 марта
  - Фил Леш[англ.] — американский музыкант, бас-гитарист группы Grateful Dead
  - Ирина Шикунова (ум. 2020) — советская и белорусская оперная певица (лирическое сопрано) и музыкальный педагог
- 16 марта
  - Вагиф Мустафа-заде (ум. 1979) — советский азербайджанский джазовый композитор и пианист
  - Ридик Фасхитдинов (ум. 2022) — советский и российский баянист
- 19 марта — Кит Смит (ум. 2008) — британский джазовый трубач, руководитель биг-бэнда и музыкальный продюсер
- 21 марта — Соломон Бёрк (ум. 2010) — американский певец
- 25 марта
  - Валерий Барынин (ум. 2016) — советский и российский артист оперетты и художник
  - Анита Брайант — американская певица
  - Мина — итальянская певица, актриса и телеведущая
- 29 марта
  - Рэй Дэвис[англ.] (ум. 2005) — американский певец, вокалист группы Parliament-Funkadelic
  - Аструд Жилберту (ум. 2023) — бразильская и американская эстрадная певица
- 30 марта — Татьяна Смирнова (ум. 2018) — советская и российская пианистка, композитор и музыкальный педагог

### Апрель
- 5 апреля
  - Гражина Апанавичюте (ум. 2019) — советская и литовская оперная певица (сопрано)
  - Владимир Шандриков (ум. 2003) — советский и российский поэт, композитор и исполнитель песен собственного сочинения
- 6 апреля — Елена Сорокина — российская пианистка, музыковед-историк, профессор и заведующая кафедрой истории русской музыки Московской консерватории
- 12 апреля — Херби Хэнкок — американский джазовый пианист и композитор
- 13 апреля — Владимир Косма — французский музыкант и композитор румынского происхождения
- 17 апреля — Билли Фьюри (ум. 1983) — британский певец и композитор
- 18 апреля — Эдуард Ханок — советский, белорусский и российский музыкант и композитор
- 19 апреля — Темур Кевхишвили (ум. 2020) — советский и грузинский хормейстер
- 22 апреля — Рэй Грифф[англ.] (ум. 2016) — канадский кантри-певец и автор песен
- 23 апреля — Булат Минжилкиев (ум. 1997) — советский, киргизский и российский оперный певец (бас) и педагог
- 24 апреля — Майкл Паркс (ум. 2017) — американский актёр и певец
- 26 апреля
  - Иосиф Матаев (ум. 2018) — советский и российский танцовщик и балетмейстер, художественный руководитель и главный балетмейстер ансамбля «Лезгинка»
  - Джорджо Мородер — итальянский композитор, продюсер и исполнитель

### Май
- 6 мая — Левон Хелм (ум. 2012) — американский музыкант, барабанщик и вокалист группы The Band
- 8 мая — Рики Нельсон (ум. 1985) — американский певец, музыкант и автор песен
- 14 мая — Борис Красильников (ум. 2022) — советский и российский дирижёр, скрипач и музыкальный педагог
- 15 мая — Иварс Вигнерс (ум. 2007) — латвийский композитор и дирижёр
- 20 мая
  - Вячеслав Бубнович (ум. 2020) — российский фаготист и музыкальный педагог, солист симфонических оркестров Томской и Алтайской филармоний
  - Маркиян Чередарчук — советский и украинский флейтист
  - Маргарита Шапошникова ― советская и российская кларнетистка и саксофонистка
- 21 мая — Тони Шеридан (ум. 2013) — британский певец и гитарист
- 23 мая — Валерий Чирсков (ум. 2011) — российский трубач и музыкальный педагог
- 25 мая
  - Пеппино Гальярди (ум. 2023) — итальянский певец и автор песен
  - Ларри Роузен[англ.] (ум. 2015) — американский музыкальный продюсер
- 27 мая — Владимир Гусев (ум. 2023) ― советский и российский дирижёр и музыкальный педагог

### Июнь
- 4 июня — Римма Жердер (ум. 2021) — советская и российская театральная актриса, солистка Свердловского театра музыкальной комедии
- 7 июня — Том Джонс — британский эстрадный певец
- 8 июня
  - Шерман Гарнс[англ.] (ум. 1977) — американский певец, вокалист группы The Teenagers
  - Нэнси Синатра — американская певица
  - Валерий Соболев (ум. 2002) — советский и российский гобоист и музыкальный педагог
- 16 июня — Джил Вентура (ум. 2016) — итальянский саксофонист и композитор
- 23 июня — Стюарт Сатклифф (ум. 1962) — британский художник и музыкант, бас-гитарист группы The Beatles
- 25 июня
  - Николай Буравский (ум. 2021) — украинский музыковед и фольклорист
  - Ирина Ситнова — советская и российская певица (лирическое сопрано) и актриса оперетты
- 29 июня — Вячеслав Артёмов — советский и российский композитор
- 30 июня — Валид Дагаев (ум. 2016) — советский и российский чеченский певец, музыкант и композитор

### Июль
- 2 июля
  - Роберт Броберг[швед.] (ум. 2015) — шведский певец, музыкант и композитор
  - Дейл Клевенджер (ум. 2022) — американский валторнист и музыкальный педагог
  - Сусанна Милдонян (ум. 2022) — итальянская и бельгийская арфистка и музыкальный педагог
- 3 июля — Фонтелла Басс (ум. 2012) — американская соул-певица
- 4 июля — Игорь Худолей (ум. 2001) — советский и российский композитор, пианист и музыкальный педагог
- 7 июля
  - Ринго Старр — британский музыкант, певец и автор песен, барабанщик группы The Beatles
  - Давид Ханджян (ум. 1981) — советский армянский дирижёр, пианист и композитор
- 8 июля — Джо Молдин[англ.] (ум. 2015) — американский музыкант, басист группы The Crickets
- 11 июля — Елена Камбурова — советская и российская певица и актриса
- 19 июля — Валентин Бибик (ум. 2003) — советский и украинский композитор и педагог
- 20 июля — Давид Тухманов — советский и российский композитор, пианист и клавишник, автор музыки ко многим популярным советским песням
- 22 июля — Томас Мартин — американский контрабасист
- 24 июля — Аслан Дауров (ум. 1999) — советский и российский черкесский композитор
- 26 июля — Толис Воскопулос (ум. 2021) — греческий певец и актёр
- 28 июля — Борис Тобис (ум. 1994) — советский композитор

### Август
- 5 августа — Рик Хаксли[англ.] (ум. 2013) — британский музыкант, басист группы The Dave Clark Five
- 9 августа — Римма Волкова (ум. 2021) — советская и российская оперная певица (колоратурное сопрано) и музыкальный педагог
- 10 августа — Бобби Хэтфилд[англ.] (ум. 2003) — американский певец, вокалист группы The Righteous Brothers
- 12 августа
  - Эдуард Абдуллин (ум. 2020) — советский и российский методолог, хормейстер и педагог
  - Александр Йосифов (ум. 2016) — болгарский композитор, дирижёр и музыкальный педагог
  - Юрий Ром (ум. 1996) — советский и российский флейтист, музыкальный педагог, солист симфонического оркестра Горьковской филармонии, профессор Нижегородской консерватории им. М. И. Глинки
- 18 августа
  - Дмитрий Китаенко — советский и российский дирижёр
  - Адам Макович — американский пианист польского происхождения
- 19 августа — Джонни Нэш (ум. 2020) — американский певец и музыкант
- 25 августа — Жозе ван Дам — бельгийский оперный певец (бас-баритон)
- 28 августа
  - Филипп Леотар (ум. 2001) — французский актёр и певец
  - Ник Тёрнер (ум. 2022) — британский музыкант, певец и автор песен, основатель, саксофонист и флейтист группы Hawkwind

### Сентябрь
- 6 сентября — Яков Левда — российский тромбонист, солист Государственного духового оркестра России
- 7 сентября — Валерий Канер (ум. 1999) — советский и российский физик, поэт и бард
- 9 сентября — Джо Негрони[англ.] (ум. 1978) — американский певец, вокалист группы The Teenagers
- 10 сентября — Иван Гревцов (ум. 2001) — советский и украинский певец
- 11 сентября — Роберт Белфур[англ.] (ум. 2015) — американский блюзовый певец, гитарист и автор песен
- 19 сентября — Билл Медли — американский певец и автор песен, вокалист группы The Righteous Brothers
- 23 сентября
  - Тим Роуз (ум. 2002) — американский и британский певец и автор песен
  - Мухаммед Реза Шаджарян (ум. 2020) — иранский певец и композитор
- 25 сентября — Уго Бланко[исп.] (ум. 2015) — венесуэльский музыкант и композитор
- 30 сентября — Дьюи Мартин[англ.] (ум. 2009) — канадский музыкант, барабанщик группы Buffalo Springfield

### Октябрь
- 3 октября — Нада Кнежевич (ум. 2023) — югославская и сербская джазовая певица
- 4 октября — Стив Своллоу — американский джазовый контрабасист, бас-гитарист и композитор
- 6 октября — Джерри Хеллер (ум. 2016) — американский музыкальный продюсер и менеджер
- 7 октября — Рахиля Мифтахова (ум. 2000) — советская и российская оперная певица (сопрано) и музыкальный педагог
- 8 октября — Фред Кэш[англ.] — американский певец, вокалист группы The Impressions
- 9 октября
  - Юрий Борисенко (ум. 2016) — советский и российский оперный певец (бас)
  - Джон Леннон (ум. 1980) — британский певец, автор песен и музыкант, основатель, вокалист и гитарист группы The Beatles
- 13 октября
  - Фэроу Сандерс (ум. 2022) — американский джазовый саксофонист, флейтист и бэндлидер
  - Крис Фарлоу — британский поп-музыкант и певец
- 14 октября — Клифф Ричард — британский исполнитель популярной музыки
- 18 октября — Синтия Вайль (ум. 2023) — американский автор песен
- 19 октября — Кит Маккормак[англ.] (ум. 2015) — американский певец, гитарист и автор песен
- 21 октября — Манфред Манн — южноафриканский и британский клавишник, аранжировщик и композитор, лидер группы Manfred Mann
- 23 октября — Элли Гринвич (ум. 2009) — американская певица, автор песен и продюсер
- 27 октября — Александр Слуцкий — советский и российский дирижёр и скрипач
- 29 октября — Фрида Боккара (ум. 1996) — французская эстрадная певица

### Ноябрь
- 2 ноября — Джиджи Пройетти (ум. 2020) — итальянский актёр и певец
- 4 ноября — Ану Кааль — эстонская и советская певица оперы и оперетты (лирико-колоратурное сопрано) и педагог
- 5 ноября — Энтони Рольф Джонсон — британский оперный певец (тенор)
- 7 ноября — Роман Витошинский (ум. 2019) — советский и украинский оперный певец (лирический тенор)
- 9 ноября — Елена Зинькевич — украинский музыковед, музыкальный критик, педагог, публицист и общественный деятель
- 10 ноября
  - Ральф Вайкерт — австрийский дирижёр
  - Скриминг Лорд Сатч (ум. 1999) — британский рок-музыкант, певец и автор песен
- 14 ноября — Джошуа Эпштейн — израильско-германский скрипач
- 22 ноября — Франк Дюваль — немецкий композитор, певец и аранжировщик
- 23 ноября — Джино Сантерколе (ум. 2018) — итальянский певец, композитор и гитарист
- 25 ноября
  - Жан-Клод Мальгуар (ум. 2018) — французский гобоист, дирижёр, музыковед и педагог
  - Перси Следж (ум. 2015) — американский певец
- 29 ноября
  - Денни Доэрти (ум. 2007) — канадский музыкант, гитарист и вокалист группы The Mamas & the Papas
  - Том Молтон — американский продюсер и звукоинженер

### Декабрь
- 1 декабря — Михаил Некрич (ум. 2019) — советский и украинский композитор, педагог, музыкант и аранжировщик
- 5 декабря — Ион Павленко — молдавский советский певец (бас)
- 6 декабря — Стефан Кардон (ум. 2018) — французский дирижёр
- 8 декабря — Валентин Манохин (ум. 2018) — советский и российский танцовщик, балетмейстер, музыкальный педагог и актёр
- 9 декабря — Клэнси Экклз (ум. 2005) — ямайский певец и продюсер
- 10 декабря — Николай Кацал (ум. 2016) — советский и украинский хоровой дирижёр
- 12 декабря — Дайон Уорвик — американская поп-певица
- 17 декабря — Мария Элена Веласко (ум. 2015) — мексиканская актриса, певица и танцовщица
- 19 декабря — Дмитрий Межевич (ум. 2017) — советский и российский актёр и бард
- 21 декабря — Фрэнк Заппа (ум. 1993) —  американский певец, автор песен, мультиинструменталист, композитор и бэнд-лидер
- 23 декабря
  - Виктор Зима (ум. 2020) — советский и российский тромбонист и музыкальный педагог
  - Йорма Кауконен — американский музыкант, гитарист группы Jefferson Airplane
- 25 декабря
  - Пит Браун (ум. 2023) — британский поэт-песенник и певец
  - Анатолий Колбёшин (ум. 2022) — советский и российский певец
  - Левон Оганезов — советский и российский пианист, композитор, актёр и телеведущий
- 26 декабря — Марк Пекарский — советский и российский перкуссионист, дирижёр, руководитель ансамбля ударных инструментов и педагог
- 31 декабря — Мани Ноймайер — немецкий рок-музыкант, вокалист и ударник группы Guru Guru

### Без точной даты
- Чаранжит Сингх[англ.] (ум. 2015) — индийский сессионный музыкант и композитор
- Генри Флинт — американский философ и музыкант-авангардист

## Скончались

### Январь
- 16 января — Максимилиан Шведлер (86) — немецкий флейтист
- 21 января — Михаил Эрденко (54) — русский и советский скрипач цыганского происхождения
- 29 января — Томас Барратт (77) — норвежский пастор, проповедник, писатель и автор песен английского происхождения

### Февраль
- 2 февраля
  - Арнольд Вольпе (70) — американский дирижёр и музыкальный педагог русского происхождения
  - Николай Кедров (68) — русский оперный и камерный певец (баритон), православный композитор и музыкальный педагог, создатель мужского квартета Кедрова
- 18 февраля — Руди Видофт (47) — американский саксофонист
- 28 февраля
  - Леопольд Венингер (60) — австрийский и немецкий композитор, дирижёр и аранжировщик
  - Арнольд Долмеч (82) — британский инструментальный мастер, скрипач, клавесинист, гамбист, лютнист и музыковед
  - Эмиль Прилль (72) — немецкий флейтист

### Март
- 1 марта — Капитон Запорожец (57) — русский оперный певец (бас-профундо)
- 3 марта — Карл Мук (80) — немецкий дирижёр
- 6 марта — Алексей Давидов (72) — русский композитор и виолончелист
- 10 марта — Эмерик Беран (71) — словенский композитор, виолончелист и музыкальный педагог чешского происхождения
- 18 марта — Лола Бет (79) — австрийская оперная певица (сопрано)

### Апрель
- 6 апреля
  - Александра Гаврилова (44) — русская и советская артистка балета и балетный педагог
  - Андрес Исаси (49) — испанский композитор
- 30 апреля — Розина Галли (47/48) — итальянская балерина, балетмейстер и танцевальный педагог

### Май
- 6 мая — Эрнест Жилле (83) — французский виолончелист и композитор
- 29 мая — Матильда Грабов (88) — шведская оперная певица (сопрано) и актриса
- без точной даты — Густав Брехер (61) — немецкий дирижёр

### Июнь
- 8 июня
  - Евгения Городецкая (74) — русская и советская пианистка и музыкальный педагог
  - Фредерик Конверс (69) — американский композитор и педагог
- 11 июня — Альбер Зиммер (66) — бельгийский скрипач и музыкальный педагог
- 16 июня — Йоан Адриан Хуго ван Зёйлен ван Нейевелт (86) — нидерландский дирижёр
- 19 июня — Морис Жобер (40) — французский композитор
- 20 июня — Жан Арист Ален (29) — французский органист и композитор

### Июль
- 3 июля — Наталья Акцери (66) — русская и советская оперная и камерная певица (лирико-колоратурное сопрано) и музыкальный педагог

### Август
- 8 августа
  - Алессандро Бончи (70) — итальянский оперный певец (лирический тенор)
  - Джонни Доддс (48) — американский джазовый кларнетист
- 11 августа — Альфред Замара (77) — австрийский композитор и арфист
- 21 августа — Павел Юон (68) — русский и швейцарский композитор и музыкальный педагог
- 29 августа — Артур Де Греф (77) — бельгийский композитор, пианист и музыкальный педагог

### Сентябрь
- 4 сентября — Георгий Дулов (65) — русский и советский скрипач и композитор
- 9 сентября — Александра Ангер (90) — финская оперная певица (меццо-сопрано) и вокальный педагог
- 23 сентября — Рене Эммануэль Батон (61) — французский композитор и дирижёр
- 24 сентября — Артур Депью (71) — американский органист, композитор и дирижёр

### Октябрь
- 1 октября — Надежда Плевицкая (56) — русская певица (меццо-сопрано), исполнительница русских народных песен и романсов
- 5 октября — Сильвестре Ревуэльтас (40) — мексиканский композитор, скрипач и дирижёр
- 6 октября — Герман Генс (84) — немецкий композитор, музыкальный педагог и пианист
- 11 октября — Габриэль Виккер (60) — латвийский музыкальный педагог и дирижёр
- 20 октября — Владислав Вагхальтер (55) — польский и немецкий скрипач

### Ноябрь
- 6 ноября — Ивар Андресен (44) — норвежский оперный певец (бас)
- 12 ноября — Алехандро Гарсиа Катурла (34) — кубинский композитор и дирижёр
- 20 ноября — Фридрих Брандес (76) — немецкий хоровой дирижёр, музыкальный педагог и музыкальный критик

### Декабрь
- 5 декабря — Ян Кубелик (60) — чешский скрипач и композитор

### Без точной даты
- Петур Альберг (54/55) — фарерский композитор, скрипач и поэт, автор гимна Фарерских островов
- Пауль Вешке (72/73) ― немецкий тромбонист
- Макс Грюнберг (87/88) — немецкий скрипач и музыкальный педагог
- Рубен Доктор (57/58) — американский актёр, поэт-песенник, либреттист и автор-исполнитель песен
- Илья Зелихман (62/63) — русский и советский скрипач и музыкальный педагог
- Шмуэль Коэн (69/70) — еврейский композитор, автор музыки гимна Израиля «Ха-Тиква»